# Oksana Dmitriieva
Oksana Fyodorovna Dmitrieva (nascuda el 22 d'agost de 1977) és una directora de teatre de titelles ucraïnesa, directora en cap del Teatre de titelles de Kharkiv, actriu, dramaturga, crítica de teatre, fotògrafa i artista gràfica. És Artista Honorable de la República Autònoma de Crimea (2006).

## Biografia
Oksana Dmitriieva es va graduar a la Facultat de Teatre i Art de Dnipropetrovsk el 1998 amb una llicenciatura en Teatre de Titelles, després de la qual va rebre immediatament una invitació al Teatre de Titelles de Crimea sota la direcció del director Boris Azarov a Simferopol). Durant la seva feina en aquest teatre va actuar en 17 funcions i va participar en festivals internacionals. Del 2004 al 2007 va ser la directora d'aquest teatre.
Del 2001 al 2006, Oksana Dmitriieva va estudiar per correspondència a l'Institut d'Arts Ivan Kotlyarevsky Kharkiv en dues facultats alhora: estudis de teatre i direcció de titelles. Els seus primers treballs de direcció van ser "Balaganchik" i "The Love of Don Perimplin".
El 2006, se li va concedir el títol honorífic d'"Artista Honorable de la República Autònoma de Crimea".
El 2007, es va graduar amb un màster a la Universitat Nacional de Teatre, Cinema i Televisió IK Karpenko-Kary de Kíev. El mateix any, al Festival d'Ivano-Frankivsk "Oberehy" es van presentar dues obres del director: "Wings for Thumbelina" (Teatre de titelles de Poltava) i l'obra "The Love of Don Perimplin".
Oksana Dmitriieva treballa al Teatre de Titelles de Kharkiv des del 2007. Primer, com a directora amb un assaig de "The Magic Ring", i després de la producció, va rebre una invitació per ocupar el càrrec de directora del teatre. La majoria de les obres es van realitzar conjuntament amb l'artista principal del teatre Natalia Denisova.